# Nemadactylus monodactylus
Nemadactylus monodactylus är en fiskart som först beskrevs av Carmichael, 1819.  Nemadactylus monodactylus ingår i släktet Nemadactylus och familjen Cheilodactylidae. Inga underarter finns listade i Catalogue of Life.